# 浅井敬壹
浅井 敬壹（あさい けいいち、1939年10月24日 - ）は、日本の合唱指揮者である。血液型はB型。日本合唱指揮者協会相談役。2006年より2014年まで全日本合唱連盟理事長を務め、現在は名誉会長。

## 経歴
2歳から8歳までを満州国（現：吉林省）にて過ごす。終戦に伴い日本に引き揚げ、その後は京都府京都市で育つ。京都市立堀川高等学校を経て同志社大学法学部卒業。在学中は同志社グリークラブに所属し、学生指揮者を務めていた。
大学卒業後は民間企業に勤務する一方で、1963年（昭和38年）、ロシアから来日した当時「世界一」と謳われたインスブルック合唱団の演奏会を聴き、「この合唱団のレベルが世界一だとするならば、（京都エコーを）十年間で世界一にできるのではないか」と感じ、「千年の古都・京都に世界一の合唱団を」との理想を掲げ、合唱団京都エコーを設立。本人によれば将軍塚のてっぺんから京の町を見下ろして誓ったという。
同団を率いて、全日本合唱コンクールで1980年（昭和55年）から1999年（平成11年）まで20年連続金賞を達成する。また、住友金属混声合唱団（現：日本製鉄混声合唱団）も浅井の指揮で13年連続金賞を受賞している。
勤務先の定年退職を機に合唱指揮者として独立し、古希を過ぎた現在も、合唱団京都エコー、新日鐵住金混声合唱団など、多くの合唱団での指揮・指導や、各種講習会での講師、コンクールの審査員等、精力的に活動している。2013年（平成25年）に長井賞を受賞。
2015年（平成27年）春に藍綬褒章受章。

## 人物
- 師と仰ぐのは福永陽一郎と美空ひばりである。福永については、同志社時代に学生指揮者としての限界を感じた浅井が福永の門を叩き、指揮者としての在り方を学んでいる。ひばりについては自称の域であるが、ひばりのバックコーラスを務めた際に日本語の曲が醸し出す気高さに感銘し、自身が日本語の曲を演奏する際に「ひばりさんならどう歌うだろうか」と自問している[3][4]。
- 「京都エコーを十年で世界一に」と意気込むが、実際に京都エコーが全日本合唱コンクールで日本一になったのは13年目の1975年（昭和50年）であり、その後はコンクールに出場しても日本一に届かないという状態が続き、方向転換を迫られる。皆川達夫、日下部吉彦から"知られざる名曲をたずねて"（皆川が企画・監修した合唱連続演奏会）を紹介され、これを経験することで「そこではじめて、ノド自慢だけで歌っていたものが、ビブラートの問題、ハーモニーの基本などを勉強いたしました」[1]。この経験を受けて1980年（昭和55年）のコンクールではピツェッティ「レクイエム」を自由曲に取り上げ金賞を獲得、これが20年連続金賞の始まりとなる。「それからは、いい声で歌いまくっておればいいというようなやり方では、コーラスは全くだめだということを勉強いたしました」[1]。
- 「100人の合唱団を指揮するときは、100対1ではなく1対1が100人分あるのだ」と語り、合唱指揮は一人ひとりの合唱団員との真剣勝負であることを強調する。
- 指揮スタイルは「アインザッツ（歌い始め）がわからない」「打点がない」などと評されることもある。
- 幼年期に戦中戦後の混乱期の満州で過ごしたことから、平和に対する思いが強く、合唱音楽を通しての世界平和を願うことをライフワークの一つとしている。その意思は、全日本合唱連盟の理事長就任時に「戦争は絶対におこしてはならない。戦争体験を語り継ぎ、合唱を通して世界平和を願うことは、戦争体験者として生き残った私に課せられた使命であると思っている。」と語った言葉に集約されている[3]。